# Theodor Schreier

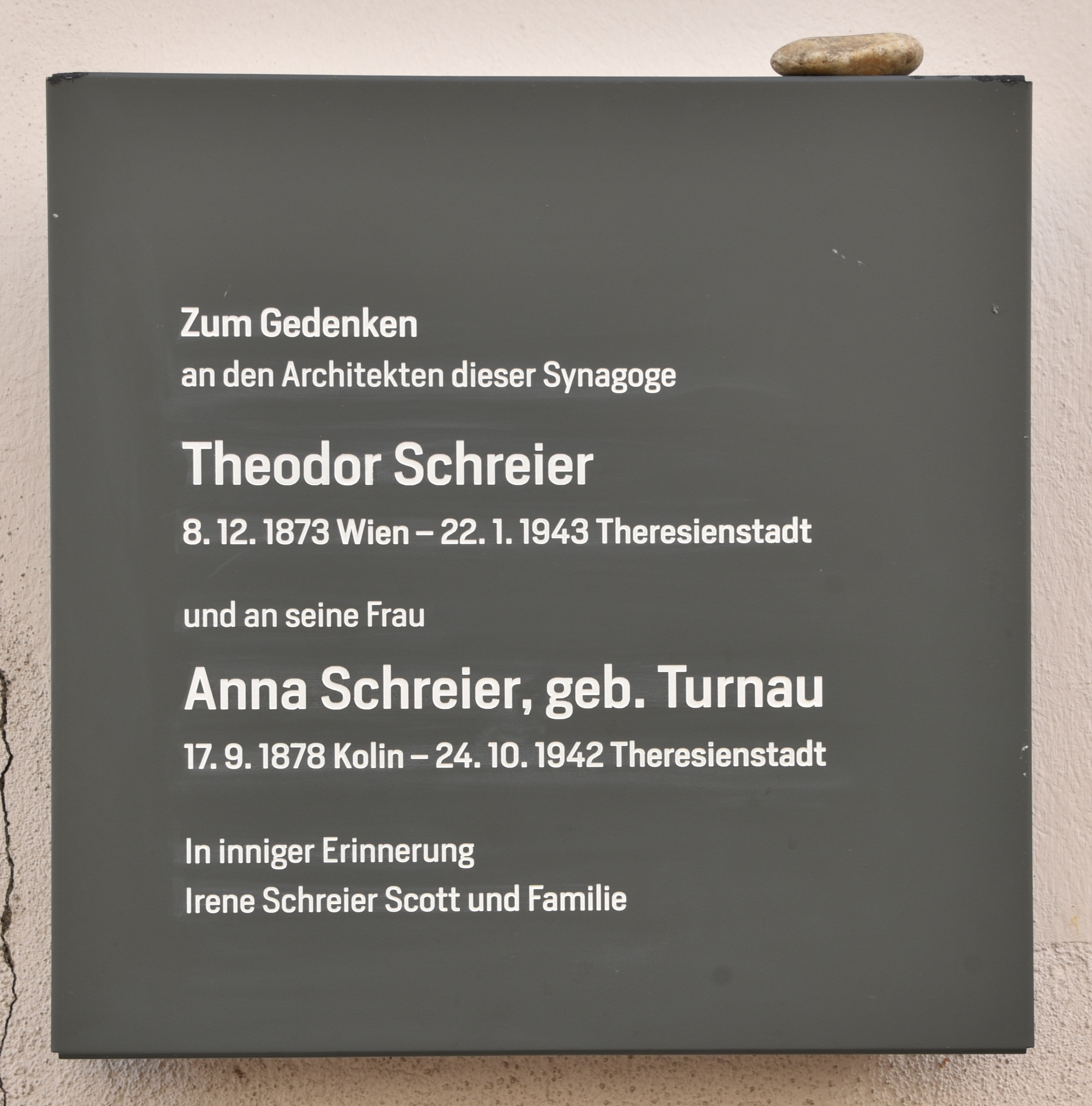
Gedenktafel für Theodor und Anna Schreier

Theodor Schreier (9. Dezember 1873 in Wien – 22. Jänner 1943 im Konzentrationslager Theresienstadt) war ein österreichischer Architekt. Er und seine Frau Anna wurden Opfer des Holocaust.

## Leben und Werk
Theodor Schreier war der Sohn des Kaufmanns Moritz Schreier (1844–1922) und dessen Frau Regina geb. Oehler (1837–1905). Sein Vater stammte aus Gewitsch in Mähren, seine Mutter aus Preßburg. Die Schreiers waren eine jüdische Familie. Theodor hatte vier Brüder, Berthold, Rudolf, Alois, Max, und eine Schwester, Marie. Er besuchte die Oberrealschule und studierte danach von 1891 bis 1896 Architektur an der Technischen Universität in Wien. In den letzten beiden Studienjahren erhielt er das Bürgermeister-Stipendium, 1897 schloss er mit Auszeichnung ab. Er leistete seinen Wehrdienst in verschiedenen Militär-Bauabteilungen in Wien, Krakau und Sarajewo ab. Er heiratete Anna geb. Turnau, geboren am 17. September 1878 in Kolin. Ihr Sohn Otto Schreier kam 1901 auf die Welt. Von 1899 bis 1906 war Theodor Schreier mit Ernst Lindner Gesellschafter des Architekturbüros Ernst Lindner und Theodor Schreier und beteiligte sich mit seinem Partner an Ausschreibungen. Danach baute er sein eigenes Büro auf und übernahm Aufträge der öffentlichen Hand.

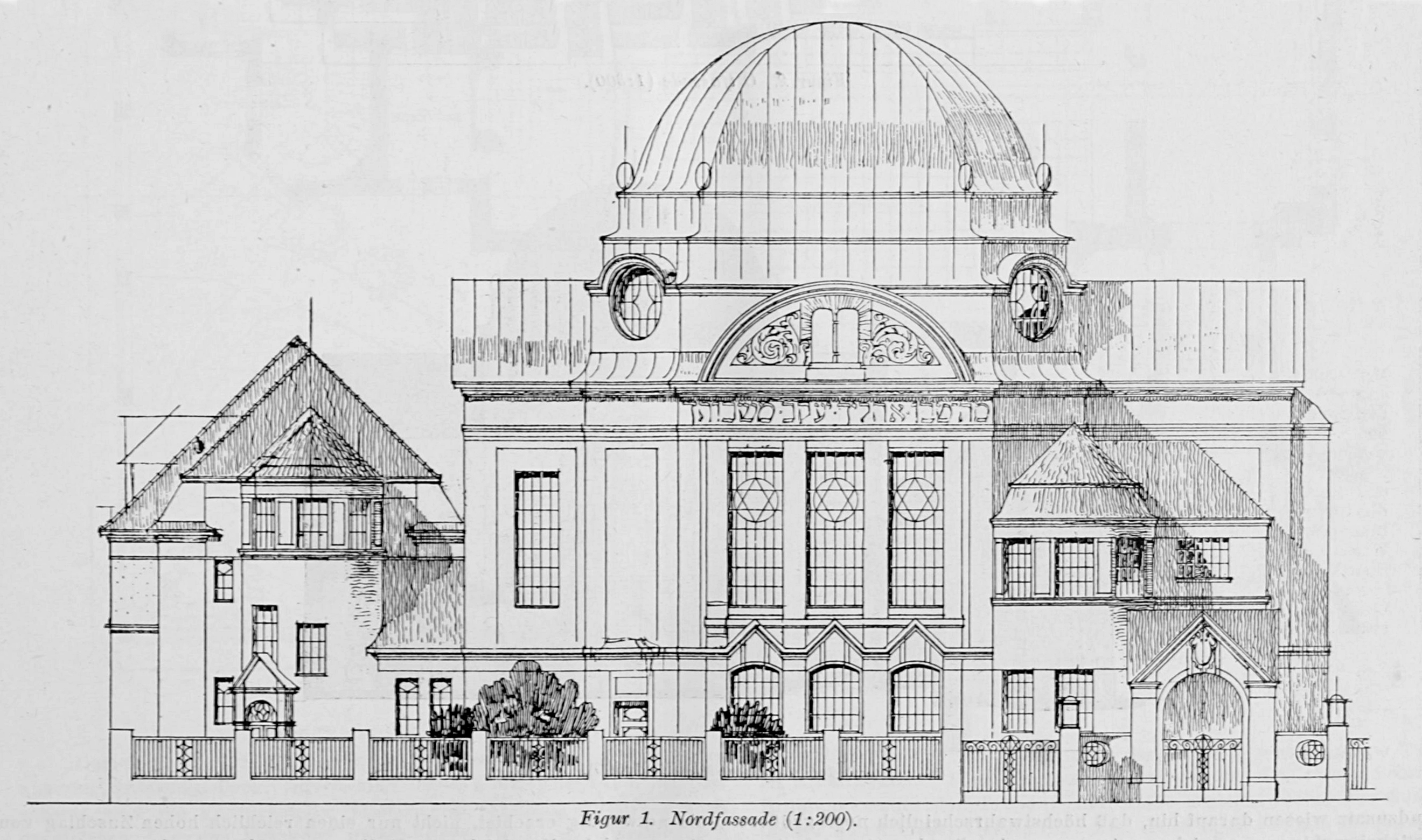
Aufriss der Synagoge von St. Pölten (Nordfassade, 1912)

Als sein Hauptwerk gilt die Synagoge von St. Pölten, erbaut 1912 und 1913, geplant gemeinsam mit Viktor Postelberg. Die beiden Architekten waren 1911 zum Wettbewerb eingeladen worden, hatten diesen gewonnen und erhielten den Zuschlag. Der Entwurf beruht im Wesentlichen auf dem Wettbewerbsbeitrag für die Synagoge von Triest, in der Schreier gemeinsam mit Lindner den zweiten Platz gewonnen hatte. Das Österreichische Biographische Lexikon schreibt: „Der Bau verbindet vom Klassizismus geprägte Fassadengestaltung mit einer neobarocken Zentralkuppel und gehört wohl zu den bedeutendsten Synagogenbauten Österr.“
Auf dem Höhepunkt seines Erfolges brach der Erste Weltkrieg aus. Schreier übernahm eine Funktion beim Militärbaukommando. In den Zwischenkriegsjahren fungierte er als Vorstand des technischen Büros der Österreichischen Creditanstalt für Handel und Gewerbe.
Sein Sohn absolvierte das Döblinger Gymnasium. Er maturierte im Juli 1919 und studierte danach Mathematik an der Universität Wien. Er erhielt unmittelbar nach dem Doktorat einen Ruf an das Mathematische Seminar der Universität Hamburg, wo er als Assistenzprofessor unterrichtete und seine Habilitation vorbereitete. 1926 habilitiert, erhielt er 1928 eine Professur in Rostock. Zu seinen Freunden und Kollegen zählten die österreichischen Mathematiker Emil Artin und Karl Menger. 1928 heiratete er Edith geb. Jakoby, erkrankte im selben Jahr schwer und starb am 2. Juni 1929 an den Folgen einer Sepsis in Hamburg. Seine Witwe war zu diesem Zeitpunkt schwanger, die gemeinsame Tochter Irene wurde am 1. Juli 1929 geboren. Mutter und Kind konnten im Jänner 1939 in die USA auswandern. Dort heiratete Edith Schreier den ebenfalls aus Österreich stammenden Emigranten Oswald Jonas (1897–1978), einen Musikwissenschaftler. Theodor Schreiers Enkeltochter wurde Pianistin und heiratete im Oktober 1959 den amerikanischen Mathematiker Dana Scott (geboren 1932), den sie in Princeton kennen gelernt hatte.
Theodor Schreier war bereits pensioniert, als von den Nationalsozialisten Berufsverbote für Juden und andere politisch Missliebige verhängt wurden. Das Ehepaar wurde aus der eigenen Wohnung in eine Sammelwohnung in der Lichtenauergasse 7/8 in der Leopoldstadt gebracht. Von dort wurden beide am 10. Oktober 1942 mit dem Transport IV/13 von Wien nach Theresienstadt deportiert. Sie hatten die Transportnummern 207 und 208. Seine Frau starb zwei Wochen nach der Ankunft. Theodor Schreier konnte drei Monate im Konzentrationslager überleben, geplagt von Hunger, Kälte und mangelnder Hygiene. Er starb dort am 22. Jänner 1943. Die dortigen Ärzte gaben für seine Frau Darmkatarrh und in seinem Fall Gehirnhautentzündung als Todesursache an.
Theodor Schreiers Brüder Alois, Maximilian und Berthold wurden ebenfalls vom NS-Regime ermordet.

## Bauten (Auswahl)

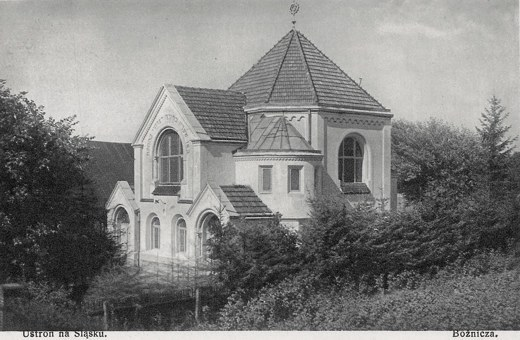
Synagoge von Ustroń 1901-02
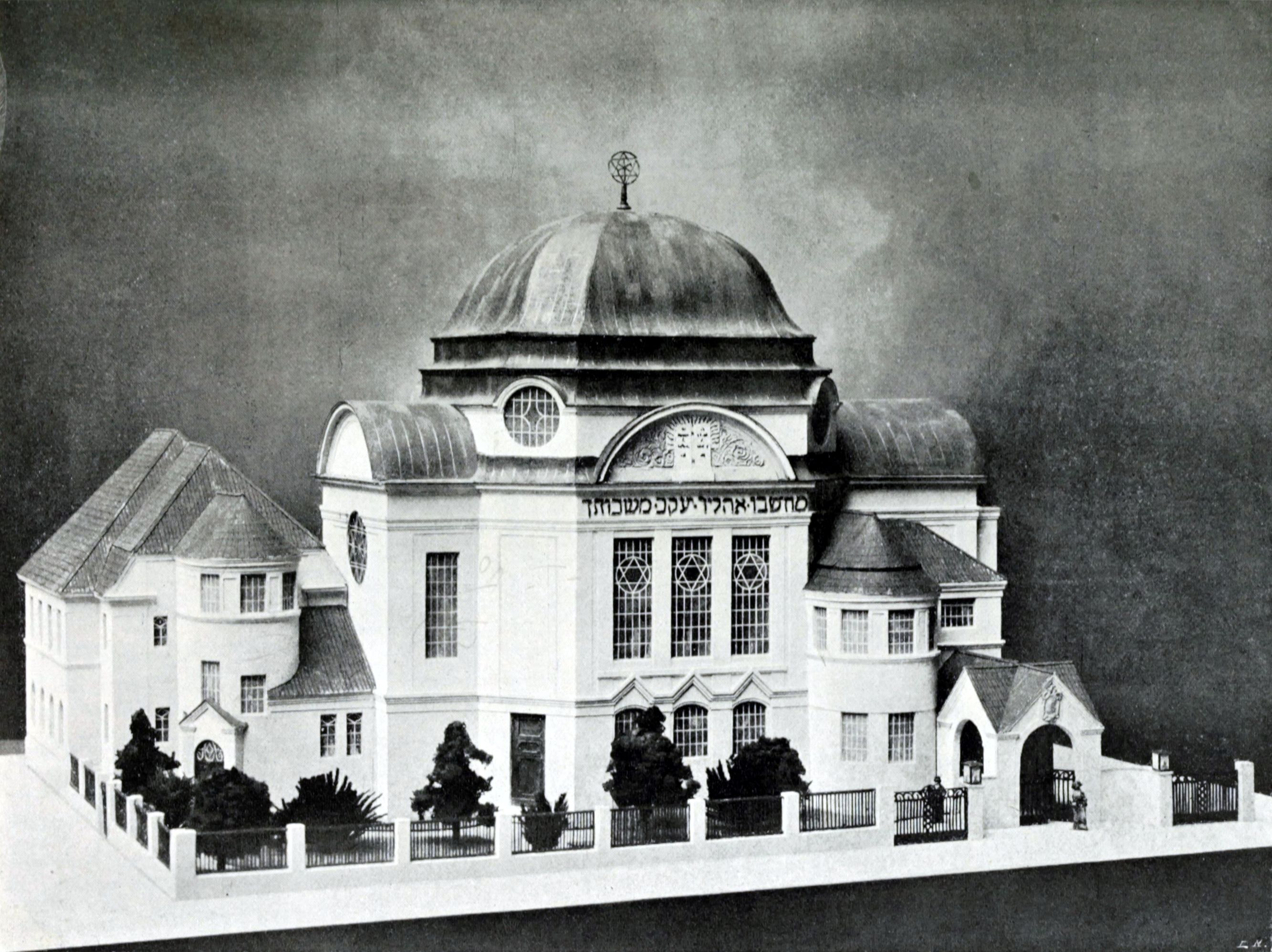
Synagoge von St. Pölten 1912-13

- 1899: Cholera-Notspital in Krakau
- 1903: Villa in Wien-Döbling
- 1904: Wohnhaus des Korpskommandanten in Sibiu
- 1905: Amts- und Wohngebäude der israelitischen Kultusgemeinde in Bielsko-Biała
- 1906: Talmud-Tora-Schule, Malzgasse 16, Wien II. (gemeinsam mit Isidor Giesskann)
- 1907: Landhaus in Hadersdorf-Weidlingau, Wien XIV.
- 1907: Volks- und Bürgerschule in Skoczów

## Gedenken
Die Synagoge von St. Pölten wurde in den 1980er Jahren unter Denkmalschutz gestellt und in der Folge umfassend restauriert. Dabei konnten die Jugendstil-Verglasungen nicht rekonstruiert werden.
Am 27. Jänner 2014 wurde am Haus Stinglgasse 11 in Wien-Penzing eine Gedenktafel enthüllt. Die Feier wurde vom KZ-Verband veranstaltet, es sprachen Bezirksvorsteherin Andrea Kalchbrenner, Evelina Merhaut vom Nationalfond und Jan Braun. Es sang der Chor Via Lentia, der Schulchor des BRG 14 Linzer Straße.